# Leosthenes
Leosthenes is een geslacht van Phasmatodea uit de familie Phasmatidae. De wetenschappelijke naam van dit geslacht is voor het eerst geldig gepubliceerd in 1875 door Carl Stål.

## Soorten
Het geslacht Leosthenes omvat de volgende soorten:
- Leosthenes aquatilis Stål, 1875
- Leosthenes emmrichi Zompro, 1998
- Leosthenes rubripes Redtenbacher, 1908